# قرار مجلس الأمن التابع للأمم المتحدة رقم 1211
قرار مجلس الأمن التابع للأمم المتحدة رقم 1211، المتخذ بالإجماع في 25 تشرين الثاني / نوفمبر 1998، بعد النظر في تقرير الأمين العام كوفي عنان بشأن قوة الأمم المتحدة لمراقبة فض الاشتباك، مدد المجلس ولايتها لمدة ستة أشهر أخرى حتى 31 أيار / مايو 1999.
ودعا القرار الأطراف المعنية إلى التنفيذ الفوري للقرار 338 (1973) وطلب من الأمين العام تقديم تقرير عن الوضع في نهاية تلك الفترة.
وجاء في تقرير الأمين العام الصادر عملاً بالقرار السابق بشأن قوة الأمم المتحدة لمراقبة فض الاشتباك أن الوضع بين إسرائيل وسوريا ظل هادئًا على الرغم من أن الوضع في الشرق الأوسط ككل لا يزال خطيرًا حتى يتم التوصل إلى تسوية.

## روابط خارجية
- نص القرار في undocs.org